# 中欧帝国

1820年時点の中央ヨーロッパ。赤線で囲っている範囲がドイツ連邦。その中で青がプロイセン王国、黄色がオーストリア帝国、灰色がそのほかの領邦である。中欧帝国構想ではこの地図で着色されている地域全てを合邦し「統一ドイツ」とするというものであった。

中欧帝国（ちゅうおうていこく、ドイツ語: Mitteleuropäisches Reich）は、19世紀に高まったドイツ統一運動の中で、大ドイツ主義や小ドイツ主義とともに提案された国家構想。大ドイツ主義・小ドイツ主義とも、ドイツ語話者をドイツ人と規定して、彼らの居住地域のみを統一ドイツの領土にするという共通点があるが、中欧帝国構想はオーストリア帝国支配下の非ドイツ人地域も統一ドイツに編入するというものであった。

## 内容
ドイツ連邦の全域をドイツ人の統一国家としようとする「大ドイツ主義」ではオーストリア帝国（ハプスブルク帝国）のうち、マジャル人が住むハンガリー王国やポーランド人・ウクライナ人などが住むガリツィア地方など非ドイツ人の居住する領域を排除する必要があった（チェック人が居住するボヘミアやモラヴィア、スロヴェニア人居住区域などはドイツ連邦の領域であったためこれらは大ドイツに含まれる）。オーストリア帝国はその憲法においてハンガリーなどのハプスブルク帝国内の領邦の不可分を宣言していたため、大ドイツ主義を採用することは困難であった。そこで、オーストリア帝国がその支配地域を維持しつつ統一ドイツに参加できる考え方がオーストリア帝国内で模索された結果、案出されたのが「大ドイツ主義」のさらに大規模な「中欧帝国」構想であった。
しかし、この構想の範囲で合邦すると、国民に占めるドイツ人の比率が下がり、新たな「超民族主義多民族国家」が誕生するだけで「一民族一国家」を基調とする「国民国家」の建設という「ドイツ統一運動」の当初の目的が果たせなくなってしまう。そのため、オーストリア帝国以外では支持を得ることなく立ち消えとなった。